# Nacka SK
Der Nacka SK war ein 1906 gegründeter schwedischer Sportklub aus Nacka, der vor allem für seine Eishockeyabteilung bekannt war.

## Geschichte
Der Verein wurde 1906 gegründet. Von den 1920er bis zu den 1970er Jahren spielte die Eishockeyabteilung des Nacka SK regelmäßig in der höchsten schwedischen Spielklasse sowie bis zum Beginn der 1950er Jahre parallel in der damals noch im Pokal-Modus ausgetragenen schwedischen Meisterschaft. Zuletzt trat die Mannschaft in der Saison 1975/76 in der damals noch zweitklassigen Division 1 an. Anschließend fusionierte die Eishockeyabteilung des Nacka SK mit den Eishockeyabteilungen von Skuru IK und Atlas Copco IF. Der Fusionsverein spielte zunächst unter dem Namen NSA-76, änderte 1980 jedoch den Namen in Nacka HK.
In den Jahren 1926 und 1930 stand die Bandyabteilung des Nacka SK jeweils im Viertelfinale um die schwedische Meisterschaft.

## Bekannte ehemalige Spieler
- Emil Bergman